# Wolfsberger AC
Wolfsberger Athletiksport Club (obecně známý jako Wolfsberg a ze sponzorských důvodů aktuálně se jmenující RZ Pellets WAC) je rakouský fotbalový klub sídlící ve Wolfsbergu. Soutěží v Bundeslize, nejvyšší úrovni rakouského fotbalu, a své domácí zápasy hraje v Lavanttal-Areně.
Byl založen roku 1931, datum založení je i v klubovém emblému. Klubové barvy jsou černá a bílá, klub má ve znaku hlavu vlka (Wolf = vlk). V sezoně 2011/12 se stal vítězem druhé rakouské ligy a poprvé v historii postoupil do 1. rakouské Bundesligy. V sezóně 2024/25 zvítězil v ÖFB-Cupu.